# 유공충
유공충(有孔蟲)은 유공충아문(학명: Foraminifera)에 속하는 단세포 생물을 두루 일컫는 명칭이며,캄브리아기부터 지구상에 나타났고 지금까지도 현생종이 남아 있는 매우 오래된 생물이다. 세포질이 속에 알갱이가 든 것처럼 움직여대는 것이 특징이며, 껍질에 있는 작은 구멍에서 실 모양의 발을 내밀어 먹이를 얻는다. 일반적으로 하나 또는 여러 개의 내실(chamber)로 구성된 껍질을 생성하며, 일부는 매우 정교한 구조를 가지고 있다. 이 껍질은 일반적으로 탄산 칼슘(CaCO3) 또는 응집된 퇴적물 입자(주로 규산질)로 만들어진다. 특히 키틴으로 이루어진 껍질은 가장 원시적인 형태로 여겨진다.
대부분의 유공충은 해양 생물이며, 이 중 대부분은 해저 퇴적물의 위 또는 그 안에서 산다. 반면, 다양한 수심에서 부유 생활하는 Globigerinina 아목에 속한 플랑크톤성 유공충도 존재한다. 민물이나 염호에서 발견된 종은 드물며, 매우 적은 수의 비수생종이 소단위 리보솜 DNA 분자 분석을 통해 확인되었다. 현재까지 5만 종 이상이 확인되었으며, 이 중 현존하는 종은 약 6,700~10,000종, 화석으로 남아있는 종은 약 40,000종으로 추정된다. 대부분의 유공충은 크기가 1mm 이하이지만, 일부는 그보다 훨씬 크며, 가장 큰 종은 최대 20cm에 달하기도 한다.
유공충이 죽은 후 껍질이 쌓여 된 진흙인 유공충니는 그대로 육지가 된 것은 백악이 되고, 그대로 다져진 것은 석회가 된다. 석회가 된 유공충니는 해저의 약 30%를 덮으며, 석회석과 분필을 만드는 재료로 쓰인다. 생식은 무성생식과 유성생식을 되풀이한다.

## 생물 분류
유공충의 분류학적 위치는 1854년 Schultze가 Foraminiferida라는 목(order)으로 분류한 이래로 다양하게 변해왔다. Loeblich(1987)과 Tappan(1992)은 유공충을 강(class)으로 격상시켰으며, 현재는 일반적으로 이 분류를 따르고 있다.
유공충은 일반적으로 원생동물 또는 이와 유사한 원생생물에 포함되어 왔다. 하지만 분자 계통학에 기반한 강력한 증거들은 유공충이 리자리아로 알려진 원생동물 내의 주요 그룹에 속한다는 것을 보여준다. 리자리아 구성원 간의 진화적 관계가 알려지기 전에, 유공충은 일반적으로 다른 아메바류와 함께 육질충류문으로 분류되었다.
리자리아는 문제가 되는 분류인데, 문(phylum)과 같은 확립된 분류학적 계급을 사용하는 대신 종종 "초군(supergroup)"이라고 불리기 때문이다. Cavalier-Smith는 리자리아를 원생동물계 내의 아계(infra-kingdom)로 정의하였다.
일부 분류 체계에서는 유공충을 별도의 문으로 분류하여, 과거에 속해 있던 아메바류와 동등한 수준으로 두기도 한다.
형태학적 근거는 아직 부족하지만, 분자 생물학적 데이터는 유공충이 사족충류 및 방산충과 밀접한 관계에 있음을 강하게 시사한다. 이들 세 그룹 모두 복잡한 껍데기를 지닌 아메바류를 포함하며, 이들이 합쳐져 리자리아를 구성한다. 하지만 유공충과 이들 다른 그룹 간의 정확한 관계, 그리고 유공충 내의 세부 분류는 아직 명확히 밝혀지지 않았다. 유공충은 유각아메바류와도 밀접한 관련이 있다.
다음은 2019년 리자리아의 계통 분류이다.

| 필로사 | \| \| 레티쿨로필로사 \| \| \| \| \| \| 모나도필로사 \| \| \| \| |
|        | \| \| 레티쿨로필로사 \| \| \| \| \| \| 모나도필로사 \| \| \| \| |
|        | 엔도믹사                                                        |
|        |                                                                 |
|        | 레티쿨로필로사                                                  |
|        |                                                                 |
|        | 모나도필로사                                                    |
|        |                                                                 |

|  | 레티쿨로필로사 |
|  |                |
|  | 모나도필로사   |
|  |                |

|  | \| \| 유공충아문 \| \| \| \| \| \| 다공낭충류 \| \| \| \| |
|  |                                                           |
|  | 방사극충강                                                |
|  |                                                           |
|  | 유공충아문                                                |
|  |                                                           |
|  | 다공낭충류                                                |
|  |                                                           |

|  | 유공충아문 |
|  |            |
|  | 다공낭충류 |
|  |            |

| 필로사 | \| \| 레티쿨로필로사 \| \| \| \| \| \| 모나도필로사 \| \| \| \| |
|        | \| \| 레티쿨로필로사 \| \| \| \| \| \| 모나도필로사 \| \| \| \| |
|        | 엔도믹사                                                        |
|        |                                                                 |
|        | 레티쿨로필로사                                                  |
|        |                                                                 |
|        | 모나도필로사                                                    |
|        |                                                                 |

|  | 레티쿨로필로사 |
|  |                |
|  | 모나도필로사   |
|  |                |

|  | \| \| 유공충아문 \| \| \| \| \| \| 다공낭충류 \| \| \| \| |
|  |                                                           |
|  | 방사극충강                                                |
|  |                                                           |
|  | 유공충아문                                                |
|  |                                                           |
|  | 다공낭충류                                                |
|  |                                                           |

|  | 유공충아문 |
|  |            |
|  | 다공낭충류 |
|  |            |

## 하위 분류
- Globothalamea
  - 카르테리나목 (Carterinida)
  - 로베르티나목 (Robertinida)
  - 수레바퀴유공충목 (Rotaliida)
  - 애직공유공충아강 (Textulariia)
    - 나팔유공충목 (Lituolida)
      - 상처유공충아목 (Hormosinina)
      - 나팔유공충아목 (Lituolina)
      - Nezzazatina
      - Rzehakinina
      - Spiroplectamminina
      - 바퀴매듭유공충아목 (Trochamminina)
      - 베르네우일리나아목 (Verneuilinina)

    - 로프투시아목 (Loftusiida)
    - 애직공유공충목 (Textulariida)
- Monothalamea
  - 알로그로미아목 (Allogromiida)
  - 아스트로리자목 (Astrorhizida)
  - 미분류 목
    - Xenophyophoroidea
    - 미분류 상과
      - 미분류 과
        - Haplomyxa
        - Nellya
        - Reticulomyxa
- Tubothalamea
  - 기장구멍벌레목 (Miliolida)
  - 스피릴리나목 (Spirillinida)
- 미분류 강
  - 병유공충목 (Lagenida)

## 구조
대부분의 유공충에서 가장 두드러지는 특징은 단단한 겉껍질이다. 이 껍질은 하나 또는 여러 개의 내실로 이루어질 수 있으며, 단백질, 퇴적물 입자, 방해석, 아라고나이트 또는 (특정한 경우) 규소로 구성되어 있을 수 있다. 일부 유공충은 아예 껍질이 없는 경우도 있다. 조개류나 산호 같은 다른 껍질을 생성하는 생물과 달리, 유공충의 껍질은 세포막 내부, 즉 원형질 내에 위치한다. 세포의 세포소기관들은 껍질의 내실 안에 존재하며, 껍질에 있는 구멍은 위족을 통해 세포 내부와 외부 간에 물질이 오갈 수 있도록 한다.
유공충의 세포는 과립성 내질(granular endoplasm)과 투명한 외질(transparent ectoplasm)으로 나뉘며, 이 외질에서 위족들이 하나의 개구부 또는 껍질에 난 여러 구멍을 통해 나올 수 있다. 각각의 위족들은 일반적으로 과립이 양방향으로 양방향으로 흘러나오는 특징을 가지고 있다. 또한 유공충은 과립망상 위족(granuloreticulose pseudopodia)을 가진다는 점에서 독특하다. 이 위족은 현미경으로 보면 과립 모양으로 보이며, 길게 늘릴 수 있고 분열되거나 다시 합쳐질 수도 있다. 이 위족은 세포의 필요에 따라 뻗거나 수축할 수 있으며, 이동, 고정, 배설, 껍질 형성에 사용된다. 또한 이들의 주요 먹잇감인 규조류나 세균과 같은 작은 생물들을 포획하는데 사용된다.
껍질 외에도 유공충의 세포는 미세소관으로 이루어진 세포골격으로 지지된다. 이 미세소관들은 다른 아메바류와 달리 느슨하게 배열되어 있다. 유공충은 위족을 빠르게 뻗거나 수축하기 위해 미세소관을 빠르게 형성 및 해체하는 특수한 세포 메커니즘을 진화시켰다.

유공충의 유성 생식 단계인 가몬트(gamont)에서는 일반적으로 핵이 하나만 존재하지만, 무성 생식 단계인 아가몬트(agamont)에서는 여러 개의 핵을 가지는 경향이 있다. 일부 종에서는 핵이 이형성을 가지며, 이 중 체세포 핵은 생식 핵보다 단백질과 RNA 함량이 3배 많다. 그러나 핵의 구조는 매우 다양한 것으로 보인다. 여러 내실을 가진 종에서는 핵이 한 내실에만 국한되지 않고, 여러 내실에 걸쳐 분포할 수 있다. 핵은 구형일 수도 있고, 여러  엽을 가진 복잡한 형태일 수도 있다. 일반적으로 핵의 지름은 30~50μm이다.
일부 유공충 종은 세포 내에 크고 비어 있는 액포를 가지고 있으며, 그 정확한 기능은 밝혀지지 않았지만, 질산염의 저장소 역할을 할 수 있다는 가설이 제시된 바 있다.
미토콘드리아는 일반적으로 세포 전체에 고르게 분포하지만, 일부 종에서는 세포의 구멍 아래나 외곽 주변에 집중되는 경향이 있다. 이는 저산소 환경에 적응한 결과일 수 있다는 가설이 있다.
유공충의 일종인 제노피오포어(Xenophyophore)의 몇몇 종에서는 세포 내에 방사성 동위 원소가 매우 높은 농도로 존재하는 것이 발견되었으며, 이는 모든 진핵생물 중 가장 높은 수준 중 하나이다. 그러나 그 이유는 아직 밝혀지지 않았다.